# Calstock (Canada)
Calstock est une localité canadienne située dans le territoire non organisé de Cochrane, Unorganized, North Part dans le district de Cochrane dans la province de l'Ontario. Elle est située à quelques kilomètres au nord de l'autoroute 11 à l'extrémité nord de la route 663 juste au sud de la réserve indienne de Constance Lake. Il n'y a aucun résident permanent à Calstock, mais il y a le moulin à scie de Lecours Lumber.

## Annexe